# 德間書店
株式會社德間書店（日语：／）為日本的出版社，出版品主要以娛樂方面為主。
曾經和音樂及映像軟體為主的德間日本傳播、電影的大映、動畫的吉卜力工作室、遊戲及個人電腦的德間書店Intermedia、報紙印刷的德間Press Center等公司集合成德間書店集團，並為其核心。在德間書店集團解體後，專心於原本的出版業。

## 历史
德間書店起源於竹井博友創立的朝日藝能新聞社（アサヒ芸能新聞社），1954年3月19日改為東西藝能出版社（東西芸能出版社）。第二次世界大戰結束後，為了反制言論管制，新興報社有如雨後春筍般冒出，此報社也是其中之一。此報社發行以演藝界新聞和八卦新聞為主的報紙《朝日藝能新聞》（アサヒ芸能新聞），企圖靠著銷售氣勢進軍大阪，不過實際進軍大阪的是《大阪讀賣新聞》。實際上，竹井博友原本為《讀賣新聞》出身，受到《讀賣新聞》的務臺光雄懇求而和其合作，可以說是《讀賣新聞》背後的關鍵人物。不久後，竹井又在東京創立了一般報紙《日東新聞》，卻因此讓業績急速惡化，竹井不得不撤退。此時負責收拾善後的是同為《讀賣新聞》出身的德間康快，受到竹井請託，負責收拾問題，卻受到當時的債權人、職員、交易對象青睞，要求一定要讓德間負責重建公司。因此，德間將《朝日藝能新聞》改為雜誌《周刊朝日藝能》（週刊アサヒ芸能），並於1958年將東西藝能出版社更名為朝日藝能出版社（アサヒ芸能出版社），企圖東山再起；後來朝日藝能出版社進軍一般書籍後，更名為德間書店。
而後，德間書店從太平住宅收購了「MINORUPHON株式会社」（ミノルフォン株式会社），改組為德間音樂工業（後來更名為德間日本傳播），加入音樂產業。接著收購倒閉的大映並加以重建。此外，還收購了業績惡化的《東京時報》（東京タイムズ），加入原本的報界。出版社加入音樂業界的行動在二戰前即有講談社的例子，但加入電影業則是比角川書店早。加入報社行列，則是因為原本便是由此出身，加上受到講談社《日刊現代》（日刊ゲンダイ）成功的刺激。（此時《東京時報》委託《讀賣新聞》販售店販賣，於1992年7月因無法增加銷售量因而停刊。）
趁著動畫風潮，德間書店出版動畫雜誌《Animage》，並和宮崎駿成立了吉卜力工作室，對日本動畫界發展貢獻良多。1985年，德間書店成立德間書店Intermedia。1991年，德間書店收購了DialQ2旗下的DialQ Network，成立德間Intelligence Network。但隨著長年的鬆散經營以及日本泡沫經濟崩壞影響，德間書店出現經營問題，被收到住友銀行的管理下。儘管如此，德間康快依然不放棄德間書店社長的位置，和住友銀行激烈爭執，並巧妙保住公司；傳聞最大負債總額曾達到1300億日圓。1997年6月1日，德間書店Intermedia被德間書店合併。德間康快去世後，大映在2002年11月賣給角川書店，2006年3月改名為角川映畫。德間日本在2001年10月賣給第一興商，現在還留著德間的名字。德間書店在新橋的舊總部大樓，在2003年賣給資生堂，更名為「汐留FS大樓」。為了確保收益，將吉卜力工作室合併到德間書店內；但因實際上成為日本電視台關係企業的緣故，在2005年成立新公司「株式會社吉卜力工作室」而獨立。賣掉關係企業後，從負責債務整理的舊公司「株式會社芝控股」（株式会社芝ホールディングス，原本的德間書店改名而成，在2006年9月解散）得到出版部門，並成立新的「株式會社德間書店」，和原本的公司分離，企圖重建經營。

## 主要職員
歷代社長
| 期間          | 期間          | 社長     |
| ------------- | ------------- | -------- |
| 1954年3月19日 | 2000年9月20日 | 德間康快 |
| 2000年9月21日 | 2001年1月17日 | 牧田謙吾 |
| 2001年1月18日 | 2008年2月22日 | 松下武義 |
| 2008年2月23日 | 2013年10月1日 | 岩渕徹   |
| 2013年10月2日 | 現在          | 平野健一 |

歷代職員
- 山下辰巳（專務董事→副社長）
- 小金井道宏（常務董事→專務董事→顧問）
- 尾形英夫（Animage初代編集長→董事→常務董事）
- 鈴木敏夫（Animage第二代編集長→董事）

## 發行雜誌
- 周刊朝日藝能
- 問題小説
- Animage
- Goods Press
- Hyper Hobby
- 月刊COMIC龍（日语：月刊COMICリュウ）
- SF Japan
- Chara

## 過去發行雜誌
以下為德間書店Inter Media發行，德間書店發售的雜誌。
- PC Engine FAN
- Virtual IDOL
- Play Station Magazine
- MSX・FAN

## 其他
- 贊助大藪春彦賞以及日本SF大賞

## 外部連結
- （日語）德間書店總公司的公式官網 （页面存档备份，存于）